# Bedazzled
Bedazzled (bra Endiabrado; prt Sedutora Endiabrada) é um filme estadunidense de 2000, dos gêneros comédia romântica e fantasia, dirigido por Harold Ramis, com roteiro baseado no filme homônimo de 1967.

## Sinopse
Rapaz tímido apaixonado por colega de trabalho que o ignora faz um pacto com o Diabo: sua alma por sete desejos, entre eles o amor de Alison. Só que o Diabo — melhor, a Diaba — resolve dar uma interpretação diferente aos desejos do rapaz.

## Elenco
- Brendan Fraser como Elliot Richards / Jefe / Mary / Abraham Lincoln
- Elizabeth Hurley como o demônio
- Frances O'Connor como Alison Gardner / Nicole Delarusso
- Orlando Jones como Daniel / Dan / Danny / Esteban / atleta / Lamar Garrett / Dr. Ngegitigegitibaba
- Paul Adelstein como Bob / Roberto / atleta / Bob Bob
- Toby Huss como Jerry / Alejandro / atleta / Jerry Turner / Lance
- Miriam Shor como Carol /anfitriã da cobertura
- Gabriel Casseus como colega de Elliot/Deus
- Brian Doyle-Murray como padre
- Jeff Doucette como Sargento
- Aaron Lustig como Supervisor Synedyne
- Rudolf Martin como Raoul
- Julian Firth como John Wilkes Booth

## Recepção
No site agregador de críticas Rotten Tomatoes, 49% das 113 resenhas dos críticos são positivas. O consenso diz: "Embora tenha seus momentos engraçados, esta refilmagem é essencialmente um filme de uma piada com muitas manchas planas".
O filme foi um sucesso de bilheteria.